# Choťánky
Choťánky jsou obec v okrese Nymburk ve Středočeském kraji. Nachází se v Polabské nížině v nadmořské výšce 189 metrů, čtyři kilometry východně od Poděbrad ve směru na Hradec Králové. Historicky zahrnují samoty Choťánky, Vrčení a Vystrkov. Leží v blízkosti významných dopravních spojnic. Z archeologického hlediska patří mezi nejstarší vsi na Poděbradsku. Trvale zde žije 487 obyvatel.

## Historie
První písemná zmínka o obci pochází v historických pramenech z roku 1651.
V obci Choťánky (528 obyvatel) byly v roce 1932 evidovány tyto živnosti a obchody: 4 hostince, obchod s lahvovým pivem, obchod se smíšeným zbožím, zámečnictví, spořitelní a záložní spolek pro Choťánky, 3 trafiky, obchod s velocipedy.

## Přírodní poměry
Labská rovina, místy mírně zvlněná (nejvyšší vrch Oškobrh 287 metrů – jedno z nejstarších keltských osídlení na území Čech), s mírným klimatem, lužními lesy a úrodnými usazeninami z náplavů řek Labe, Cidliny a Mrliny, byla odjakživa hojně zemědělsky využívána. Dnes se zde pěstují především obiloviny a brambory. V okolí Choťánek stejně jako dále podél toku Labe se zachovaly lužní lesy, mnohé z nich vyhlášené jako národní přírodní rezervace (např. Libický luh).

## Obyvatelstvo
| Rok            | 1869 | 1880 | 1890 | 1900 | 1910 | 1921 | 1930 | 1950 | 1961 | 1970 | 1980 | 1991 | 2001 | 2011 | 2021 |
| -------------- | ---- | ---- | ---- | ---- | ---- | ---- | ---- | ---- | ---- | ---- | ---- | ---- | ---- | ---- | ---- |
| Počet obyvatel | 376  | 402  | 385  | 419  | 484  | 495  | 480  | 434  | 432  | 441  | 448  | 392  | 406  | 413  | 432  |
| Počet domů     | 49   | 52   | 65   | 74   | 88   | 93   | 114  | 129  | 130  | 137  | 141  | 156  | 162  | 174  | 182  |

## Obecní správa

### Správní začlenění
Dějiny územněsprávního začleňování zahrnují období od roku 1850 do současnosti. V chronologickém přehledu je uvedena územně administrativní příslušnost obce v roce, kdy ke změně došlo:
- 1850 země česká, kraj Jičín, politický i soudní okres Poděbrady[8]
- 1855 země česká, kraj Čáslav, soudní okres Poděbrady
- 1868 země česká, politický i soudní okres Poděbrady
- 1939 země česká, Oberlandrat Kolín, politický i soudní okres Poděbrady[9]
- 1942 země česká, Oberlandrat Hradec Králové, politický okres Nymburk, soudní okres Poděbrady[10]
- 1945 země česká, správní i soudní okres Poděbrady[11]
- 1949 Pražský kraj, okres Poděbrady[12]
- 1960 Středočeský kraj, okres Nymburk
- 2003 Středočeský kraj, okres Nymburk, obec s rozšířenou působností Poděbrady

### Obecní symboly
Znak a vlajka byly obci uděleny rozhodnutím předsedy Poslanecké sněmovny Parlamentu České republiky dne 14. ledna 2000.

## Doprava
Dopravní síť
- Pozemní komunikace – Okolo obce procházejí silnice I/32 Libice nad Cidlinou - Kopidlno - Jičín a silnice II/611 Praha - Sadská - Poděbrady - Hradec Králové.
- Železnice – Územím obce vede železniční trať 231 v úseku Kolín - Nymburk. Železniční stanice na území obce není, nejbližší stanicí je Libice nad Cidlinou ve vzdálenosti dva kilometry.

Veřejná doprava 2025
- Autobusová doprava – obcí procházely linky vedoucí z Poděbrad do Hradčan, Čáslavi, Rožďalovic, Jičína, či do Dubečna.

## Pamětihodnosti
- zvonička z roku 1882
- budova školy z roku 1906, v současnosti[kdy?] v rekonstrukci
- pomník padlým v první světové válce

## Galerie

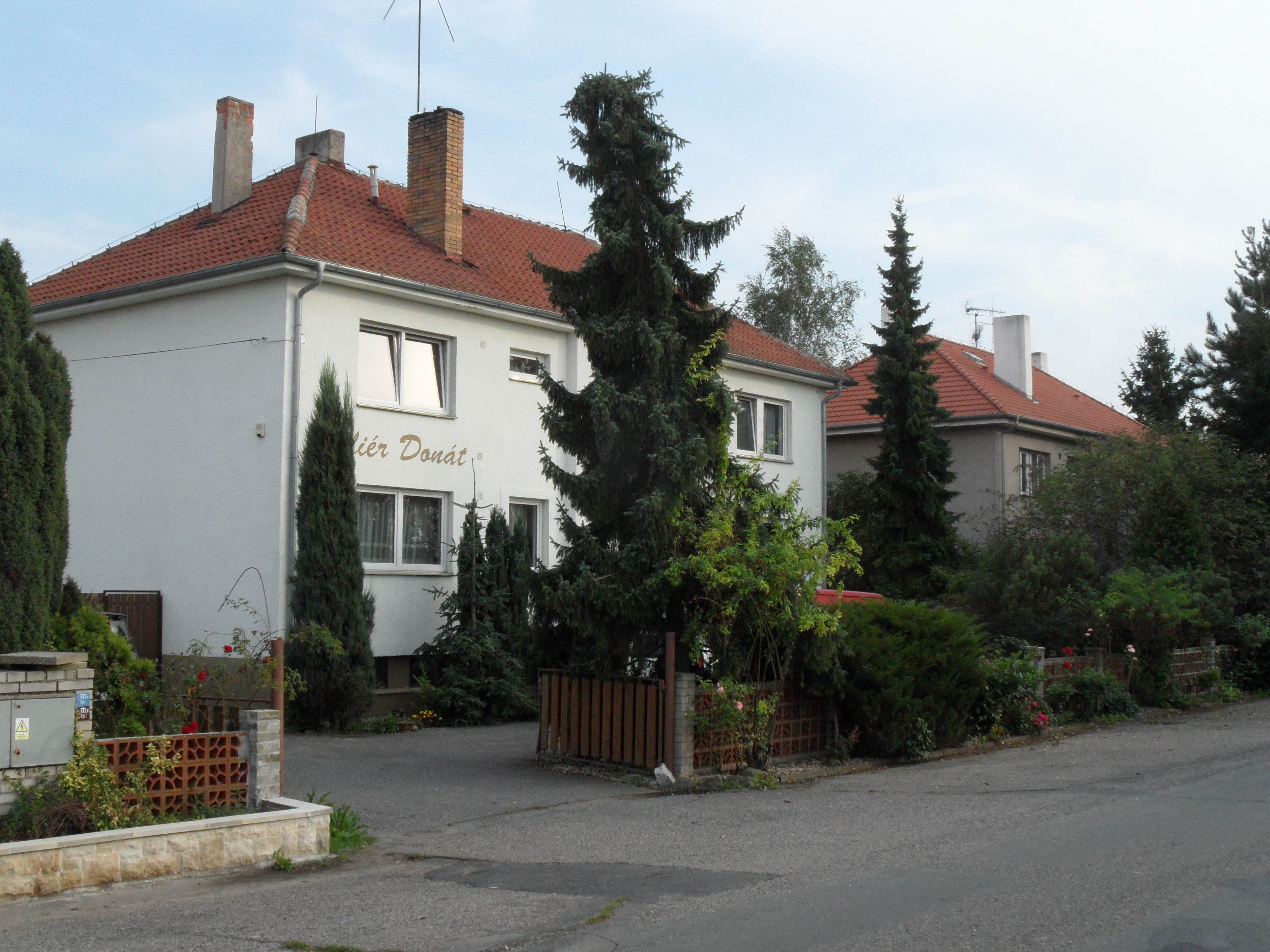
Domy u vedlejší silnice
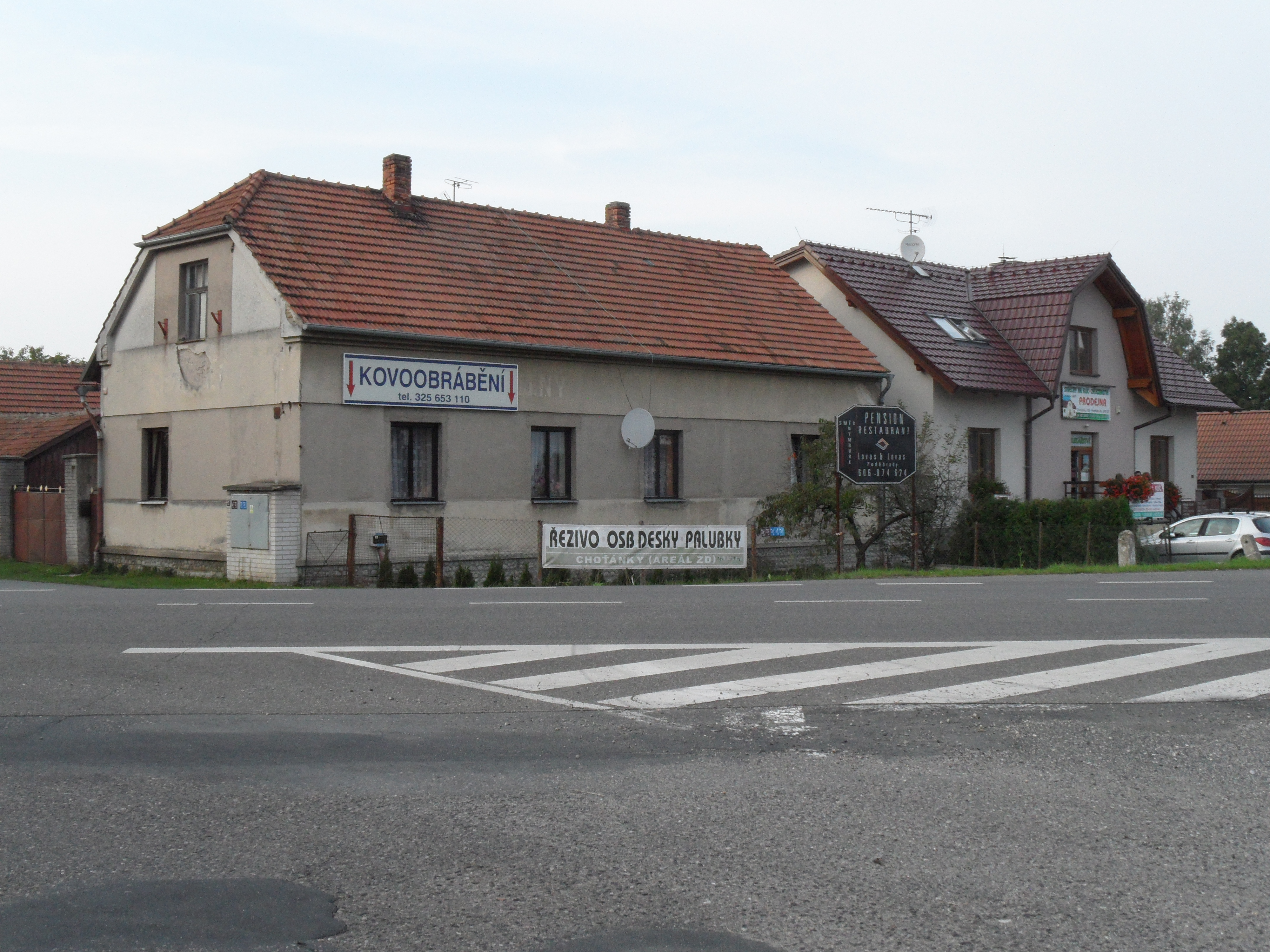
Domy u křižovatky
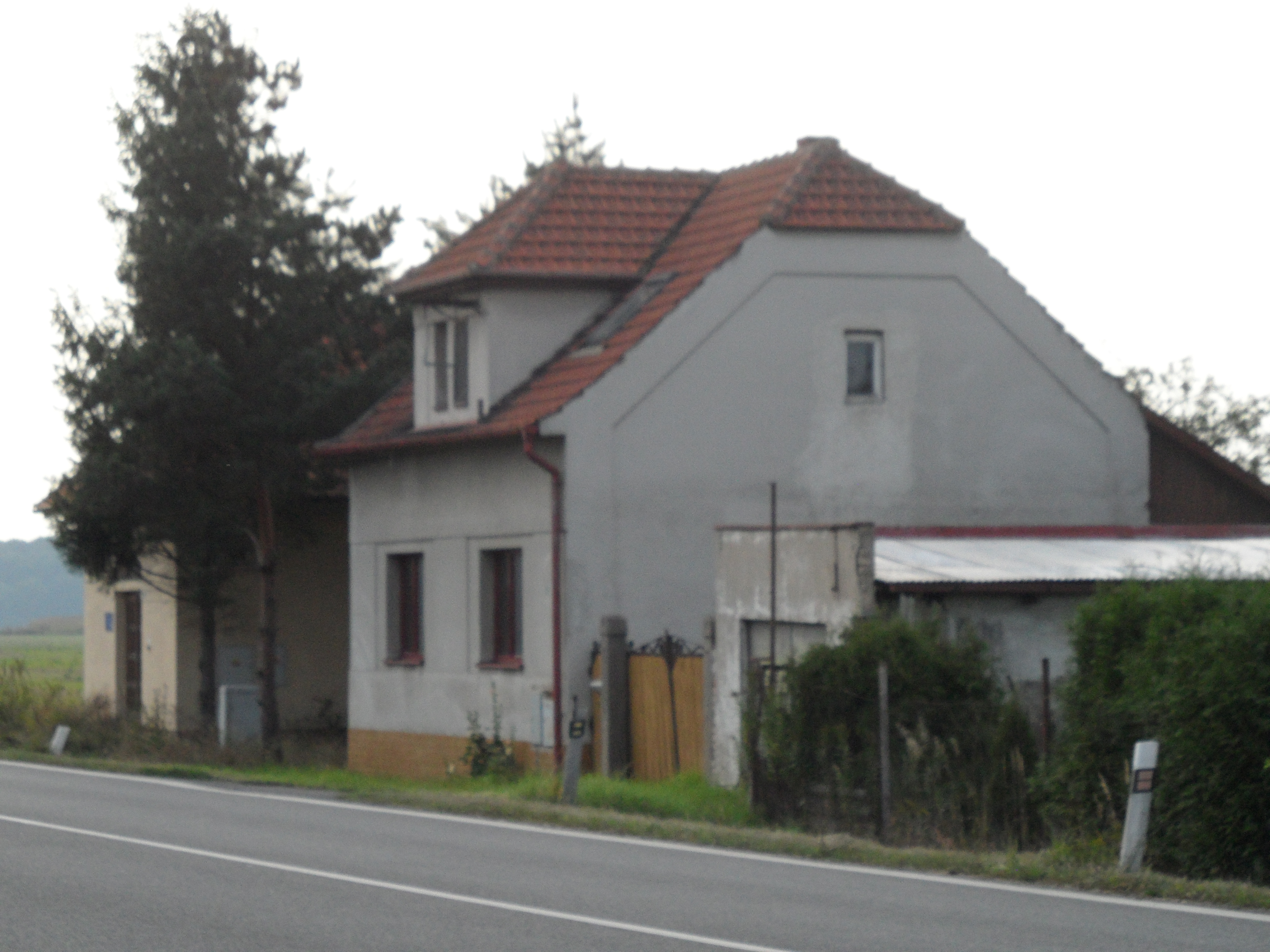
Dům u hlavní silnice